# Frontera (Santa Fe)
Frontera is een plaats in het Argentijnse bestuurlijke gebied Castellanos in de provincie Santa Fe. De plaats telt 10.743 inwoners.